# Alwatan
Alwatan (arabsky الوطن‎) je mezinárodně distribuovaný arabský deník vycházející v Ománu. Svou činnost započal v roce 1971, první vydání vyšlo 28. ledna téhož roku. Jedná se o nejstarší ománské noviny. Deník se skládá ze 20 stran. Vlastníkem je soukromá společnost, i přes to má vláda podle zákona právo jej cenzurovat. Denní oběh novin je 40 000 výtisků.